# Charilaos Trikoupis
Charilaos Trikoupis (in greco Χαρίλαος Τρικούπης) (Nauplia, 11 luglio 1832 – Cannes, aprile 1896) è stato un politico greco.

## Biografia
Datosi alla carriera diplomatica, fu dapprima segretario dell'ambasciata greca a Londra e in seguito venne eletto presidente dell'Assemblea nazionale. Nominato ambasciatore nella capitale britannica, Trikoupis negoziò abilmente con il governo britannico la cessione delle isole Ionie alla Grecia, che con il trattato di Londra, firmato dal diplomatico greco il 29 marzo 1864, divennero tre province elleniche. In compenso, gli inglesi ebbero l'usufrutto del porto di Corfù.
Nel 1865 fu eletto deputato di Missolungi, mentre nel 1866 divenne ministro degli Esteri nel governo di Mpenizelos Roufōs, dovendo affrontare in questa veste la Rivolta di Creta, scoppiata quello stesso anno contro il dominio dell'Impero ottomano. Entrato in contrasto con la politica retriva della corte, Trikoupis fu momentaneamente incarcerato, ma, una volta rimesso in libertà, continuò la carriera politica, fino a divenire Primo ministro della Grecia l'8 maggio 1875.
Durante il suo primo mandato, introdusse in Parlamento il principio della maggioranza parlamentare e combatté con qualche successo la piaga del brigantaggio, mentre in politica estera, in seguito alla guerra russo-turca scoppiata quello stesso anno, il primo ministro greco ordinò la mobilitazione dell'esercito per l'acquisizione della Tessaglia, ancora sotto il dominio ottomano.
Dimessosi in seguito ad una crisi ministeriale, il politico greco ritornò più volte alla guida del governo (2 novembre - 7 novembre 1878; 22 marzo - 25 ottobre 1880; 15 marzo 1882 - 1º maggio 1885; 21 maggio 1886 - 5 novembre 1890; 22 giugno 1892 - 15 maggio 1893; 11 novembre 1893 - 24 gennaio 1895), cercando di dare al Paese un assetto moderno e affrontando crisi gravissime. Nel 1885 infatti il governo greco dovette subire dalle grandi potenze l'umiliazione del disarmo e del blocco navale, per prevenire una possibile guerra con la Turchia, fatto per cui si dimise, mentre nel 1893 Trikoupis dovette dichiarare la bancarotta dello Stato, in seguito al fallimento di un prestito statale, e dimettersi dalla carica. Al suo ultimo mandato gli succedette Nikolaos Deligiannis, espressione del movimento irredentista greco.